# Н’Думбу, Александр
Александр А. Н’Думбу (фр. Alexander A. N'Doumbou; род. 4 января 1992, Порт-Жантиль) — габонский и китайский футболист, полузащитник клуба «Чжэцзян Гринтаун». Участник Олимпийских игр 2012 года.
Н’Думбу родился в Порт-Жантиль в семье китайца и габонки. В 12 лет переехал во Францию.

## Клубная карьера
Н’Думбу — воспитанник клуба «Олимпик Марсель». 10 февраля 2010 года в матче Кубка Франции против «Ланса» он дебютировал в за «Олимпик». Несмотря на то, что больше ему шанса не предоставлялось он выиграл чемпионат и дважды стал обладателем национального кубка. Из-за высокой конкуренции Александр на правах аренды выступал за «Орлеан» на протяжении сезона.

## Международная карьера
9 февраля 2011 года в товарищеском матче против Демократической Республики Конго Н’Думбу дебютировал за сборную Габона. В 2012 году Александр принял участие в Олимпийских играх в Лондоне. На турнире он сыграл в поединках против команд Швейцарии, Мексики и Южной Кореи.
В начале 2015 года Н’Думбу был включен в заявку на участие в Кубке африканских наций в Экваториальной Гвинее.